# Iniistius jacksonensis
Iniistius jacksonensis är en fiskart som först beskrevs av Ramsay, 1881.  Iniistius jacksonensis ingår i släktet Iniistius och familjen läppfiskar. IUCN kategoriserar arten globalt som livskraftig. Inga underarter finns listade i Catalogue of Life.